# フランス国立海洋開発研究所
フランス国立海洋開発研究所（フランス語: Institut Français de Recherche pour l'Exploitation de la Mer、英語: French Research Institute for Exploitation of the Sea）は、フランス・ブレストの商工業的公施設法人、海洋学研究機関。略称はIFREMER。